# Pendulum (альбом)
Pendulum — шестой студийный альбом американской группы Creedence Clearwater Revival, выпущенный лейблом Fantasy в декабре 1970 года.

## Об альбоме
Pendulum последний альбом CCR, в записи которого участвовал ритм-гитарист Том Фогерти, который ушёл из группы вскоре после выпуска пластинки.
Пластинка демонстрирует стремление группы расширить собственные стилистические рамки, ряд его композиций в музыкальном плане заметно сложнее записей CCR образца 1968—1969 годов. Самый амбициозный из всех семи дисков группы, Pendulum записывался около месяца — вдвое дольше, чем остальные пластинки.
Запись проходила в студии Уолли Хайдера в Сан-Франциско, в течение пяти недель, микширование — на студии RCA в Лос-Анджелесе. В интервью Rolling Stone музыканты комментировали метаморфозы следующим образом: «Мы пытаемся изменить наш имидж. По мнению музыкальных критиков, мы — отличная группа, выпускающая синглы, которая не может выпускать альбомы», — Том Фогерти. «Поэтому мы сделали альбом, состоящий из множества синглов и посмотрим на их нападки на этот раз», — Стю Кук. Привычный инструментарий Creedence на Pendulum был преобразован. Джон Фогерти стал играть на органе и родес-пиано, полномочия остальных участников были также расширены. Так, барабанщик группы Дуг Клиффорд использовал бубен, маракасы и вибрафон, Том Фогерти — губную гармошку (до сих пор на ней играл его брат Джон). Басист Стю Кук в одном эпизоде сыграл на рояле, а кроме того отличился на контрабасе, калимбе, блокфлейте и соло-воксе. «Мы вышли на новый уровень как музыканты, — делился он своими впечатлениями, — и это открыло перед нами много дверей. Это наш самый музыкальный альбом».

## Список композиций
Слова и музыка всех песен — написаны Джоном Фогерти.
| №  | Название                       | Длительность |
| -- | ------------------------------ | ------------ |
| 1. | «Pagan Baby»                   | 6:25         |
| 2. | «Sailor’s Lament»              | 3:47         |
| 3. | «Chameleon»                    | 3:05         |
| 4. | «Have You Ever Seen the Rain?» | 2:39         |
| 5. | «(Wish I Could) Hideaway»      | 3:53         |

| №  | Название                | Длительность |
| -- | ----------------------- | ------------ |
| 1. | «Born to Move»          | 5:39         |
| 2. | «Hey Tonight»           | 2:43         |
| 3. | «It’s Just a Thought»   | 3:45         |
| 4. | «Molina»                | 2:41         |
| 5. | «Rude Awakening, No. 2» | 6:19         |

## Участники записи
Список составлен в соответствии с информацией базы данных Discogs.

| Creedence Clearwater Revival: - Джон Фогерти — вокал, соло-гитара, орган, электрическое пианино Fender Rhodes, саксофон, аранжировщик, продюсер - Том Фогерти — ритм-гитара, перкуссия - Стю Кук — бас-гитара, контрабас, фортепиано, калимба, перкуссия - Дуг Клиффорд — ударные | Технический персонал: - Джон Фогерти — аранжировщик, продюсер - Расс Гэри — звукоинженер, инженер сведе́ния - Уэйн Кимбелл — дизайн обложки, фотография - Эд Караефф — дизайн обложки, фотография - Барон Вольман — фотография - Ричард Эдлунд — дизайн обложки |

## Позиции в чартах и сертификации
| Год появления в чарте | Хит-парад                                        | Высшая позиция | Пребывание в чарте |
| --------------------- | ------------------------------------------------ | -------------- | ------------------ |
| 1970—1971             | Австралия (Kent Music Report)                    | 1              | нет данных         |
| 1970—1971             | Великобритания (UK Albums Chart)                 | 8              | 12 недель          |
| 1970—1971             | Италия (Musica e dischi)                         | 3              | 47 недель          |
| 1970—1971             | Канада (RPM Albums Chart)                        | 2              | 24 недели          |
| 1970—1971             | Нидерланды (Hilversum 3 LP Top 10)               | 2              | 17 недель          |
| 1970—1971             | Норвегия (VG-lista)                              | 1              | 33 недели          |
| 1970—1971             | США (Billboard Best Selling Rhythm & Blues LP’s) | 28             | 9 недель           |
| 1970—1971             | США (Billboard Top LP’s)                         | 5              | 42 недели          |
| 1970—1971             | Финляндия (Suomen virallinen lista)              | 1              | 39 недель          |
| 1970—1971             | ФРГ (Offizielle Top 100)                         | 3              | 10 недель          |
| 1970—1971             | Япония (Oricon)                                  | 2              | нет данных         |

| Хит-парад (1971)                   | Позиция |
| ---------------------------------- | ------- |
| Италия (FIMI)                      | 5       |
| Нидерланды (Buma/Stemra)           | 4       |
| США (Billboard Top Popular Albums) | 28      |
| ФРГ (Jahrescharts Deutschland)     | 5       |

| Регион                                                      | Сертификация | Продажи    |
| ----------------------------------------------------------- | ------------ | ---------- |
| Финляндия (Musiikkituottajat)                               | Золотой      | 20 000     |
| США (RIAA)                                                  | Платиновый   | 1 000 000^ |
| ^ Данные о тиражах приведены только на основе сертификации. |              |            |